# Karlo Adamič

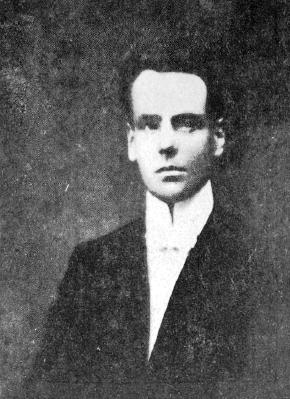
Karlo Adamič

Karlo Adamič (auch Carlo und Karel; * 2. November 1887 in Sodražica, Herzogtum Krain, Österreich-Ungarn; † 8. März 1945 in Split) war ein slowenischer Organist, Chorleiter, Musikpädagoge und Komponist.

## Leben
Karlo Adamič erhielt seine erste musikalische Ausbildung nach der Grundschule von Luka Armeni, dem Organisten von Velike Lašče, und dessen Nachfolger Josip Rott. Sie unterrichteten ihn in Klavier- und Orgelspiel, Gesang und den Grundlagen der Harmonielehre. 1903 trat er in die Orgelschule in Ljubljana ein und schloss diese 1906 ab. Zu dieser Zeit begann er mit dem Komponieren. In seinem letzten Jahr dort verrichtete er Orgeldienst an der Kirche St. Florian in Ljubljana. Zunächst wurde er Organist und Volksschullehrer in Selce, bald darauf Kapellmeister der Städtischen Kapelle in Senj und 1908 Organist an der dortigen Kathedrale. Er wurde dort Regens chori und Dirigent. Ab 1911 veröffentlichte er in verschiedenen kirchenmusikalischen Zeitung eigene Kompositionen. Am Priesterseminar war er bis 1919 und am Städtischen Realgymnasium bis 1922 Musik- und Gesangslehrer. Die Zeit in Senj war seine fruchtbarste Zeit als Komponist. Er heiratete, wurde bald Witwer und heiratete ein zweites Mal. Darauf war er Organist und Chorleiter in Koprivnica. 1927 legte er an der Musikakademie Zagreb das Lehrerexamen für Mittel- und Grundschulen ab. 1933 zog er nach Split. Hier war er bis 1936 Chorleiter und Musiklehrer am Klassischen Gymnasium der Diözese. Auf Grund nationaler Streitigkeiten wurde in diesem Jahr seines Amtes enthoben. Daneben war er Chorleiter und Kapellmeister der Cäciliengesellschaft und des Chors der örtlichen Kathedrale. Bis 1940 war er arbeitslos. In dieser Zeit gab er privaten Klavier-, Violin- und Akkordeonunterricht. Er leitete den Fanfarenzug der Salesianer, war Kapellmeister des Blasorchesters von Mravince und Mitglied des Hofmannquartetts von Split. 1940 wurde er Lehrer am Gymnasium der Dominikaner in Bol auf Brač und trat 1942 in den vorzeitigen Ruhestand. Ende Oktober 1944 ging er zurück nach Split und wurde zum Lehrer am Mädchenrealgymnasium ernannt. Aus gesundheitlichen Gründen konnte er diese Stelle aber nicht antreten. Adamič war Mitglied der slowenischen und kroatischen Cäcilienbewegung.

## Werke (Auswahl)
- Karlo Adamič - Slovenski akordiVečerna molitev [Abendgebet] für gemischten Chor, Text: Josip Stritar, Incipit: Ročice skleni zdaj in moli. [Schließe jetzt Deine Arme und bete], in: Novi akordi, Letn. 8, št. 5, 1909 OCLC 1159102359 (slowenisch) 1913 OCLC 905288391
- Želim biti tvoj [Ich möchte Dein sein] für Männerchor, Ančki Prevc gewidmet, 1910 OCLC 974819627
- Ptičku für Männerchor, 1913 OCLC 905288287
- Noć na Kupi für gemischten Chor, Text: Franjo Dürr, 1913 OCLC 905288267
- Dekle podaj mi roko, [Mädchen gib mir Deine Hand] für gemischten Chor, Text: J. N. Resman, 1913 OCLC 905288381 in: Novi akordi, Letn. 13, št. 4, 1914 OCLC 1267917993
- Prava ljubav [Echte Liebe] für gemischten Chor, 1913 OCLC 905288395
- Le plakaj! [Weine nur] für gemischten Chor, Text: Simon Gregorčič, 1913 OCLC 905288387
- Lilija [Lilie] für gemischten Chor, Text: Silvin Sardenko, 1913 OCLC 905288388
- Sam für Männerchor, Text: Simon Gregorčič, 1913 OCLC 905288415
- Tiho padajo snežinke [Schneeflocken fallen lautlos] für gemischten Chor, 1913 OCLC 905288404
- Detetu [Das Kind] für gemischten Chor, Text: Anton Turkuš, 1913 OCLC 905288382
- V tihi noči [In der stillen Nacht], für Männerchor, Text: Bogomil Gorenjski, 1913 OCLC 905288406
- Amabile für Orgel, 1913 OCLC 905288380
- Večer [Abend] für gemischten Chor, 1913 OCLC 905288390
- Gjavolko lepa, bosnisches Lied, für gemischten Chor, 1913 OCLC 905288372
- Nageljček [Nelke] für gemischten Chor, Text: Dolenčev Cene, 1913 OCLC 905288389
- Oj talasi [Oh, die Wellen] für Männerchor, 1913 OCLC 905288286
- Ruska [Russland] für Männerchor, Text: Bogomil Gorenjski, 1913 OCLC 905288288
- Tužna ljubav [Traurige Liebe] für Männerchor, 1913 OCLC 905288405
- Pa je krota premajhen für Männerchor, 1913 OCLC 905288394
- Njoj [Ihr] für Gesang und Klavier, Text: Ljudevit Varjačić, 1914 OCLC 905288397
- Prva vijolica [Das erste Veilchen]. für Gesang und Klavier, Text: Josip Stritar, 1914 OCLC 905288383
- Na morju [Auf dem Meer] für Gesang und Klavier, Text: Boris Miran, 1914 OCLC 905288396
- Zwei Präludien für Orgel oder Harmonium, Česká hudba, Kutná Hora, 1914 OCLC 898643695
- Kraljici nebes in zemlje [Königin des Himmels und der Erde], eine Sammlung von Marienliedern für gemischten Chor und Sololiedern mit Orgelbegleitung, Katoliška bukvarna, Ljubljana, 1915 OCLC 781156283 I Naši materi. [Unsere Mutter] II O brezmadežna. [O Makellose] III Slava Mariji, prečisti devici. [Ehre sei Maria, der reinen Jungfrau] IV Ti, o Marija!. [Du, o Maria] V Češčena kaljica. VI Zdrava mati!. [Mutter, sei gegrüßt] VII Brezmadežni. [Unbefleckte] VIII Ljubezen do Marije. [Liebe zu Maria] IX Mariji. [Maria] X Šmarnična. XI O gospa, o mati moja. [O Herrin, o meine Mutter] XII Mati sladka, mati mila, [Süße Mutter, liebe Mutter]
- Církevní hymny [Kirchenlieder], Motette für Anbetungsstunden, für Männerchor, Andrej Karlin, dem Bischof der Diözese Triest-Koper gewidmet, Česká hudba, Kutná Hora, 1917 OCLC 898643595
- Zehn Präludien für Orgel, Česká hudba, Kutná Hora, um 1920 OCLC 898643662
- Altslawische Messe zu Ehren des Heiligen Georg, des Stadtpatrons von Senj, Edition Kugli, Zagreb, 1921 OCLC 898644002 Korivinica, 1923 OCLC 875336277 I Gospodi pomiluj! [Herr, erbarme dich] II Vjeruju [Glaube] III Svet [Heilig] IV Blagoslovljen [Benedictus] V Aganjče Božji [Agnus Dei]
- Slovenski akordi [Slowenische Akkorde], eine Sammlung von 22 Chorsätzen für Männerchöre und gemischte Chöre, Jugoslawische Buchhandlung, Ljubljana, 1921 OCLC 8142143 Für Gemischte Chöre: I Gospodov dan [Herrentag] II Hrvatskoj Istri [Kroatisches Istrien] III Oj tam za goro IV Zvezda V Lastavicam [Schwalben] VI Noč je, tiha noé [Es ist Nacht, ruhige Nacht] VII Oj talasi VIII Pri zibeli [An der Wiege] IX Na planine [In den Bergen] X Skupaj sva pri oknu stala [Wir standen zusammen am Fenster] XI Je pa davi slanca pala XII Soča voda je šumela XIII Moja urca bo prišla XIV Roža tam v vrtu XV Molitev za slovanski rod [Gebet für die slawische Familie]. Für Männerchöre: XVI Dijaška [Student] XVII Tri čaše [Drei Gläser] XVIII Fránica XIX Z Bogom mili XX Lipa XXI Mlatič XXII Jamica tiha.
- Slava Bogu [Ehre sei Gott], eine Sammlung von Kirchenliedern für gemischten Chor, Edition Kugli, Zahgreb, 1921 OCLC 898643852
- Zwölf Osterlieder für gemischten Chor und Orgel, Jugoslawische Buchhandlung, Zagreb, 1922 OCLC 898643753
- Bogu v višavah slava! [Gott in der Höh sei Ehre], Sammlung von Messliedern für gemischten Chor, 1923 OCLC 905303168
- Eucharistische Lieder für gemischten Chor, Gorica, 1923 OCLC 814289932
- Lauretanische Litanei zu Ehren der Gottesmutter vom Berg Athos für gemischten Chor, Gorica, 1923 OCLC 898643795
- Fünf leichte Marienlieder für gemischten Chor, Koprivnica, 1923 OCLC 898643918
- Gloria in excelsis Deo, eine Reihe von weihnachtlichen Vorspielen und Meditationen für Orgel, Zagreb, 1924 OCLC 892550687
- V svitu zarje, Sammlung von Adventsliedern für gemischten Chor, Jugoslawische Buchhandlung, Ljubljana, 1924 OCLC 814392638
- Padlim vojakom, junakom [Gefallene Soldaten, Helden] für gemischten Chor und vier Posaunen, F. Klančnik, Rečica ob Paki, 1926 OCLC 898643656
- Zehn Präludien für Orgel, Česká hudba, Kutná Hora, 1927 OCLC 320446178
- Alma mater, neunzehn Marienlieder für gemischten Chor, Solo und Orgel, Jugoslawische Buchhandlung, Zagreb, 1928 OCLC 814392571
- Dan žari o polnoči, eine Sammlung von Weihnachtsliedern, gemischten Chor, Solo und Orgel, Jugoslawische Buchhandlung, Zagreb, 1930 OCLC 898643625
- Stella matutina, 12 Marienlieder: für gemischten Chor, Solo und Orgel, K. Adamič, Koprivnica, 1931 OCLC 898644106
- Kroatische Messe zu Ehren des Hl. Joseph für gemischten Chor, Koprivnica, 1931 OCLC 898643899
- Eine Sammlung von dreiunddreissig leichten Präludien für Orgel oder Harmonium, Koprivnica, 1931 OCLC 898644127
- Večernja [Abend] für gemischten Chor, 1938 OCLC 1269015997
- Nagrobnica [Grabstein] für gemischten Chor, 1938 OCLC 1275392521 I Jamica tiha II Urno nam zgine odločeni čas.